# Aphrissa statira
Aphrissa statira is een vlindersoort uit de familie van de Pieridae (witjes), onderfamilie Coliadinae.
Aphrissa statira werd in 1777 beschreven door Cramer.